# Razor 1911
Razor 1911 (RZR) es un grupo de warez y de demos, con una historia similar a la de Fairlight (FLT). Según la división de delitos informáticos del Departamento de Justicia de los Estados Unidos, Razor 1911 es la "red de piratería de software de juegos más antigua de Internet".

## Historia
Este grupo fue fundado originalmente como Razor 2992 por el Doctor No, Insane TTM y Sector9 en Noruega en octubre de 1985 como grupo de cracking para Commodore 64. Poco después, se cambió de 2992 a 1911 como un dardo a otros crackers que tendían a sobreutilizar el número 666 (el sufijo "1911" se traduce a 777 en hexadecimal).
Entre 1987 y 1988 el grupo comenzó a alejarse de la Commodore 64 y emigraron a una nueva plataforma de hardware, codificando demos y crackeando juegos para Amiga. En la década de los noventa, Razor 1911 experimentó otra transición, esta vez a IBM PC.
Razor era el grupo dominante de suministro desde 1992 hasta que los disquetes fueron abandonados por los CD-ROM. A lo largo de la década de los noventa Razor se encuentran con la competencia de muchos grupos diferentes, con grupos como TRSi, El Dream Team (TDT) y Fairlight (FLT), Prestige e Hybrid (HBD). Podría decirse por esa época, Razor fue revitalizado por la incorporación de nuevos miembros procedentes de otro grupo, Nexus, que trajeron con ellos algunos proveedores de Reino Unido y los líderes del Speed Racer (TSR), Hot Tuna y LThe Gecko. En Razor también había un puñado de otros líderes durante el decenio de 1990, como Zodact, The Renegade Chemist (CVR), el Rey Brujo, Butcher, Marauder, y Randall Flagg.
En 1995 los disquetes son suplantados rápidamente por los CD-ROM, por lo que Razor 1911 se trasladó a la escena de ripeado de CD-ROM. Aunque no es la primera en comenzar con el ripeo, Razor tuvo mucho éxito y se convirtió en uno de los grupos predominantes. La tripulación que llevó Razor en este nuevo capítulo incluye miembros como: TSR, Faraón, Error Fatal, tercer hijo, La_Plaga, Hot Tuna, Beowulf, Pitbull, Bunter, Manhunter, Vitas, y The Punisher. Razor dominó el panorama hasta que Prestige se formó, la cual posteriormente se fusionaría con Class (CLS), que serían una fuerte competencia de Razor.
Razor, una vez más, asumió un nuevo desafío cuando la escena de la ISO se formó. Liderado por The Punisher, Razor comenzó su recuperación. Tras la jubilación de The Punisher, Razor fue dirigido por diferentes personas y sufrió algunos problemas internos de liderazgo. Esto se resolvió cuando Pitbull, un antiguo miembro de Razor en los noventa, asumió el rol. Él era aún líder cuando tuvo lugar la Operación bucanero, una operación internacional de lucha contra la piratería que afectó a este grupo entre otros.
El grupo Razor1911 fue amenazado por Ubisoft en 2010 para el lanzamiento del juego Assassin's Creed 2. Según gente de Ubisoft, intercederían en conjunto con el FBI de haber pirateado este juego, así el grupo Razor se limitó a no piratear Assassin's Creed 2, cosa que hizo el grupo Skidrow tiempo después, transformándose en su principal competencia debido al pronto lanzamiento de cracks, por esa razón el grupo Razor ha perdido un poco de popularidad en estos últimos años.

## Miembros arrestados
Shane Pitman E. de 31 años de edad, de Conover, Carolina del Norte. Uno de los líderes de Razor 1911 conocido por el pseudónimo de "Pitbull", fue condenado a 18 meses en la cárcel "por conspiración para violar leyes de derechos de autor" como parte de la Operación bucanero.
Sean Michael Breen de 38 años de edad, de Richmond, California. Uno de los líderes de Razor 1911 desde comienzos de la década de los noventa. Fue condenado el 10 de febrero de 2004 a 50 meses de prisión y tres años de libertad vigilada. Es la pena más larga impuesta hasta la fecha a las más de 40 personas en todo el mundo afectados por la Operación bucanero.

## Retorno
Casi exactamente en la fecha en la que Sean Michael Breen fue puesto en libertad, Razor 1911 comenzó nuevamente la liberación de juegos. Desde entonces, han seguido liberando juegos de forma constante, y actualmente parece ser uno de los grupos de cracking más prolíficos.
Shane Pitman ya no participa con el grupo y tiene un papel prominente en los foros populares Neowin.net.

## Logros
El 23 de junio de 1996, Razor 1911 lanzó Quake el día después de su lanzamiento.
El 14 de octubre de 2006, Razor 1911 lanzó Battlefield 2142 a la escena cinco días antes de su lanzamiento oficial.
En 2007, Razor 1911 fue el primer grupo con éxito en crackear un juego exclusivo de Windows Vista, Shadowrun, para que se ejecutase en Windows XP. Este hecho apoyó la creencia de que Microsoft está tratando de publicar la mayoría de los juegos nuevos para Vista únicamente con el fin de impulsar las ventas de su sistema operativo. 
El 11 de noviembre de 2007, Razor 1911 crackeó y liberó la versión europea de Crysis cinco días antes de su fecha de lanzamiento oficial.
El 7 de diciembre de 2008, Razor 1911 publicó Grand Theft Auto IV, cinco días después de su lanzamiento. En el proceso se logró romper la protección SecuROM.
El 25 de mayo de 2009, Los Sims 3 fue publicado, ocho días antes de su lanzamiento.
El 20 de noviembre de 2009, Razor 1911 fue el primero en liberar otra vez Left 4 Dead 2.
El 21 de enero de 2010 Mass Effect 2 fue publicado, 5 días antes de su lanzamiento.
El 8 de febrero de 2010, Razor 1911 lanzó Bioshock 2, un día antes del lanzamiento oficial del juego.
El 24 de febrero de 2010 y varios días antes de su puesta a la venta Napoleon: Total War sale publicado en la red.
El 2 de marzo de 2010, Razor 1911 lanzó Supreme Commander 2, el mismo día después del lanzamiento oficial del juego.
El 4 de marzo de 2010 y 9 días antes de su salida oficial, Battlefield Bad Company 2 sale publicado en la red.
El 21 de septiembre de 2010 y 3 días antes de su salida oficial, F1 2010 sale publicado en la red.
El 16 de noviembre de 2010, un día antes de su salida oficial, Harry Potter y las Reliquias de la Muerte - Parte 1 (videojuego) sale publicado en la red.
El 6 de diciembre de 2010, Razor 1911 anunció que alojarían en su web un espejo de WikiLeaks, wikileaks.razor1911.com.